# Personopsis
Personopsis is een geslacht van weekdieren uit de klasse van de Gastropoda (slakken).

## Soorten
- Personopsis beui (Maxwell, 1968) †
- Personopsis grasi (Bellardi in d'Ancona, 1872)
- Personopsis purpurata Beu, 1998
- Personopsis trigonaperta Beu, 1998